# Sex Traffic
Sex Traffic este un film, o coproduție canadiano-britanică, care a apărut în premieră în anul 2004. Filmul a fost regizat de David Yates, scenariul fiind scris de Abi Morgan.
Filmul este despre trafic de femei și îi are în distribuție pe Anamaria Marinca și John Simm. Lansarea lui a avut loc în Marea Britanie și Canada în octombrie 2004.
Drama televizată a câștigat opt Premii BAFTA și patru premii Gemini.

## Distribuție
- Wendy Crewson - Madeleine Harlsburgh
- John Simm - Daniel Appleton
- Anamaria Marinca - Elena Visinescu
- Maria Popistașu - Vera Visinescu
- Chris Potter - Tom Harlsburgh
- Len Cariou - Magnus Herzoff
- Maury Chaykin - Ernie Dwight
- Luke Kirby - Callum Tate
- Robert Joy - Maj. James Brooke

## Povestea
Surorile moldovene Elena și Vara Vișinescu, visează să ajungă la o viață mai bună în Londra. Elena care are un copil, lucrează împreună cu sora ei mai mică Vara într-o fabrică. Prin intermediul unui prieten al Varei, cele două surori ajung să fie racoloate de un traficant de carne vie din Chișinău, care le-a promis o viață lipsită de griji în Marea Britanie.
Surorile sunt convinse că pleacă spre Londra, în căutarea unei slujbe, dar iluzia se spulberă la granița dintre România și Serbia, unde sunt vândute unei rețele de traficanți. Cele două fete ajung într-un bar din capitala Bosniei, Saraievo. Aici începe sclavia prostituției care nu cunoaște milă, dar și ancheta unui britanic, angajat al unei organizații de caritate, care pornește cu curaj să cerceteze lumea sordidă în care femeile nu sunt decât niște obiecte.   Sunt doar obiecte care sunt vândute mai departe, după ce sunt exploatate la maximum, asta dacă nu sunt ucise de așa-zisul proprietar în cazul în care acesta nu reușește să-și recupereze investiția.  Lupta pentru supraviețuire a celor două e aproape imposibilă. Odată ajunse în mâinile unui traficant, șansele de evadare sunt minime. Nu au voie să părăsească deloc camera în care sunt închise în afara programului, nu au voie să vorbească la telefon și sunt amenințate că, în cazul în care se vor duce la poliție, familiile lor vor fi ucise. Cu ajutorul lui Daniel Elena reușește să se reîntoarcă fără Vara și să-și revadă fiul în Republica Moldova, dar traficanții de carne vie  din lipsa dovezilor, nu vor fi condamnați.